# 陳滿 (澳門)
陳滿（1907年—1990年），是澳門醫生，畢業於廣州光華醫學院，其前往行醫。他亦為上世紀四、五十年代澳門新民主運動的旗手之一，參與創辦澳門日報前身《新園地》並擔任社長。曾任濠江中學董事會董事長、中華醫學會主席，曾參與同善堂、澳門工人醫療所的工作。
禁運時期，經濟蕭條，澳門百姓生活艱難。陳滿當時開設的私家診所，對於愛國人士贈醫施藥，被稱為“滿叔”。
自中華人民共和國成立，陳滿長期擔任“澳門同胞慶祝中華人民共和國國慶大會籌備委員會”的常務委員，主要負責宣傳工作。

## 社會職務

### 澳門新民主協會成員
澳門新民主協會在1949年成立，核心成員包括時任濠江中學校長黃健和陳滿，此外，還有杜嵐、陳國傑、譚立明等人。民協成立時約有會員七、八十人。民協在1950年創辦《新園地》。

### 《新園地》社長
澳門新民主協會是由黃健校長在1949年年底創立。黃健在解放前便結識了陳滿。黃健動員陳滿策反珠三角一帶勢力強大的“三黃”之一的黃森，勸服了黃森及其部隊支持共產黨，打擊了國民黨的軍事部署。後來黃健在新中國成立後到了石岐出任鎮長，民協就交棒予陳滿。
《新園地》的班子就是民協的核心成員，社長由陳滿出任，陳國傑擔任總經理，張揚為主編。《新園地》每期都報道國際和內地大事，也有澳門本地新聞綜合報道和時事評論等。
《新園地》由愛國社團澳門新民主協會創辦，從1950年創刊，到1958年停刊。1958年，由於《澳門日報》創刊的關係，《新園地》大部分職員轉到《澳門日報》。現時《澳門日報》保留了以“新園地”為名綜合副刊，以紀念《新園地》。

### 濠江中學校董會董事長
陳滿1950年出任了濠江中學校董會董事長一職，1954年讓予何賢，退居副董事長崗位。

### 澳門工會聯合總會醫務委員會主任
澳門工會聯合總會籌辦工人醫療所，其後聘陳滿擔任醫務委員會主任。

### 同善堂值理
陳滿曾出任同善堂值理，參與同善堂工作二十年，晚年因健康理由辭任副主席，其後同善堂值理會聘陳滿為榮譽主席。